# فیلیپووو (استان بلاگووگراد)
فیلیپووو (به بلغاری: Filipovo) یک منطقهٔ مسکونی در بلغارستان است که در شهرداری بنسکا واقع شده‌است. فیلیپووو ۶۲۵ نفر جمعیت دارد و ۸۶۳ متر بالاتر از سطح دریا واقع شده‌است.